# Chromis abyssus
Chromis abyssus är en fiskart som beskrevs av Pyle, Earle och Greene 2008. Chromis abyssus ingår i släktet Chromis och familjen Pomacentridae. Inga underarter finns listade i Catalogue of Life.